# Beck (EP)
Beck è un EP del cantautore statunitense Beck, pubblicato nel 2001.
L'album è stato reso disponibile in edizione limitata (10 000 copie).

## Tracce
1. Arabian Nights
2. Dirty Dirty
3. Midnite Vultures
4. Mixed Bizness (The Latin Mix by Scatter-Shot Theory)
5. Mixed Bizness (Hardmixn by Jake Kozel, aka Socket 7)
6. Salt in the Wound
7. Sexx Laws (Malibu Remix)
8. Zatyricon (Enhanced Video)
9. Nicotine and Gravy